# Esther Granek
Esther Granek, née le 7 avril 1927 à Bruxelles et morte le 9 mai 2016 à Tel Aviv, est une poétesse belgo-israélienne francophone, survivante de la Shoah.

## Biographie
Esther Granek est née à Bruxelles le 7 avril 1927 de Miriam Gelernter-Cwi et Gershon Cwi (Zvi).

### Seconde Guerre mondiale
Elle ne peut être scolarisée du fait des lois anti-juives durant l’Occupation. 
Pendant la Seconde Guerre mondiale, en 1940, elle déménage avec sa famille de Bruxelles à Bagnères-de-Luchon en France, puis est déportée dans le camp de Brens, un camp de concentration à Brens (Tarn), près de Gaillac. Avec sa famille, elle s'échappe du camp en 1941, quelques jours avant que tout le camp ne soit envoyé à l'extermination, et elle retourne à Bruxelles. Jusqu'en 1943, elle reste cachée chez son oncle et sa tante Jean Gorren et Henriette Gelernter Gorren sans sortir ; cette dernière est arrêtée et enfermée au camp de rassemblement de Malines, refusant de révéler son adresse. De 1943 jusqu'à la fin de l'occupation nazie, Esther Granek est cachée avec de faux papiers par une famille chrétienne à Bruxelles, qui la fait passer pour leur fille.

### Israël
Elle vit en Israël à partir de 1956. Elle travaille à l’ambassade de Belgique à Tel Aviv, comme secrétaire-comptable pendant 35 ans.
Elle meurt à Tel Aviv le 9 mai 2016, à l'âge de 89 ans.

## Œuvres
- Portraits et chansons sans retouches  (préf. Flora Groult), Paris, éditions Saint-Germain-des-Prés, coll. « Miroir oblique » (no 491), 1976, 59 p. (ISBN 2-243-00278-7, lire en ligne).
- Ballades et réflexions à ma façon, Paris, éditions Saint-Germain-des-Prés, coll. « La Poésie, la vie », 1978, 75 p. (ISBN 2-243-00627-8, lire en ligne).
- Je cours après mon ombre  (préf. Jean-Louis Curtis), Paris, éditions Saint-Germain-des-Prés, coll. « La Poésie, la vie », 1981, 57 p. (ISBN 2-243-01450-5, lire en ligne).
- De la pensée aux mots, Bruxelles, éditions Guyot, 1997 (ISBN 2-87263-168-2, lire en ligne).
- Synthèses  (préf. Christian Godin), 2009 (ISBN 978-2-7466-0960-0, lire en ligne).

### En revue
- Poème L'Offrande dans le magazine  de la Société belge des auteurs, compositeurs et éditeurs (SABAM), septembre 2000.

## Jugements
- Flora Groult : « L’ombre et la lumière donnent à ces chants et contre-chants une grâce très personnelle » (préface à Portraits et chansons sans retouches)
- Jean-Louis Curtis : « Avec une superbe indifférence pour les modes et les mots d’ordre... » - « Enfin, de nouveau, des poèmes qui séduisent à première lecture, qui chantent à l’oreille et au cœur ! » (préface à Je cours après mon ombre)
- Christian Godin, philosophe : « Esther Granek n'accorde aucune confiance au non-sens ni à l'arbitraire des mots mis en chaos... » (préface à Synthèses)

## Chansons
- Chanson J'ai attrapé un chant d'oiseau dans : Muriel Batbie Castell (voix, piano), Portraits et chansons sans retouches, 1976, CD Ars Intima, 2013[2]
- Les paroles en français de la chanson My Mind Is a Stranger Without You de la bande originale du film The Hundred-Foot Journey (en), 2014, sont extraites Toi d'Esther Granek [3].
- Poème Désarroi du recueil Je cours après mon ombre chanté par Loumèn[4] et par Laurent Reverte[5].
- Poème Évasion extrait de De la pensée aux mots chanté par Alexis Roche[6]
- Poème Après l’Homme extrait de De la pensée aux mots chanté par Muriel Batbie Castell] (voix et guitare[7]

## Honneurs
- La Médaille civique de première classe lui est décernée le 8 avril 1981 en récompense des bons et loyaux services qu'elle a rendus à la Belgique.